# Time Processing Unit
Die Time Processing Unit (TPU) und die Enhanced Time Processing Unit (eTPU) sind Peripherieblöcke in einigen Mikroprozessoren und Mikrocontrollern des Herstellers Motorola, mittlerweile Freescale bzw. NXP.
Der Unterschied gegenüber den in anderen vergleichbaren Produkten enthaltenen Timern besteht darin, dass es sich um größtenteils autonom arbeitende Komponenten handelt, in die ein entsprechendes Programm geladen werden kann. Hierdurch lassen sich wesentlich komplexere zeitliche Abläufe darstellen als bei herkömmlichen Timern.
Produkte mit TPU/eTPU:
- MC68832 (Motorola 68000) (TPU)
- MPC5554 (PowerPC) (eTPU)
- MCF5232, MCF5233, MCF5234, MCF5235 (Freescale ColdFire) (eTPU)
- MC68HC16 (Motorola 6800) (TPU)